# Viaduc de Chassagny
Le Viaduc de Chassagny, également dénommé viaduc du Pré du Rat, construit en courbe, se trouve sur le parcours ferroviaire du train touristique Gentiane express qui utilise le tronçon entre Riom-ès-Montagnes et Lugarde de la ligne de Bort-les-Orgues à Neussargues. Sur la commune de Saint-Amandin, il est à l'ouest du hameau de Chassagny, dans le département du Cantal, en France.

## Situation ferroviaire
Établi à 836 mètres d'altitude, le viaduc de Chassagny est situé au point kilométrique (PK) 481,854 de la ligne de Bort-les-Orgues à Neussargues, entre la gare de Riom-ès-Montagnes et la gare fermée de Condat - Saint-Amandin, plus précisément entre le viaduc de Barajol et le tunnel de Montagnac.

## Histoire
Le principe de la création de la ligne de Bort-les-Orgues à Neussargues a été arrêté en 1892, a permis de désenclaver les petites villes commerçantes du nord du département du Cantal, au pays des marchands de toile, mais sa construction a été longue. En raison d'un parcours très accidenté dans la partie traversant le Cézallier, il a fallu construire cinq viaducs proches les uns des autres: viaduc de Salsignac, viaduc de Barajol, viaduc de Chassagny, viaduc de Lugarde et viaduc de Saint-Saturnin. Les conditions climatiques, difficiles en hiver, empêchèrent le développement d’un véritable trafic. Jusqu'aux années 1980, la ligne de chemin de fer fut utilisée pour monter des troupeaux vers les estives. Le train a ainsi convoyé jusqu'à 10 000 têtes de bétail par été. 
La ligne a été fermée au service des voyageurs le 26 mai 1990 et au trafic des marchandises le 31 août 1991 mais, dès 1993, un groupe de passionnés du patrimoine ferroviaire fonde l’Association des chemins de fer de la Haute Auvergne. En 1997, ils obtiennent l’exploitation du train touristique Gentiane express sur le parcours entre la gare de Riom-ès-Montagnes et la gare de Lugarde - Marchastel, dans le terroir du Cézallier qui emprunte d'ouest en est dans un parcours tourmenté le tunnel de l'Estampe  (1448 m), le viaduc de Barajol, le viaduc de Chassagny, le tunnel de Montagnac  (598 m) et le viaduc de Lugarde.

## Caractéristiques
C'est un pont courbe maçonné en arc en plein cintre de 6 arches d'une longueur totale de 97,54 mètres et d'une hauteur de 22 mètres. 

## Galerie

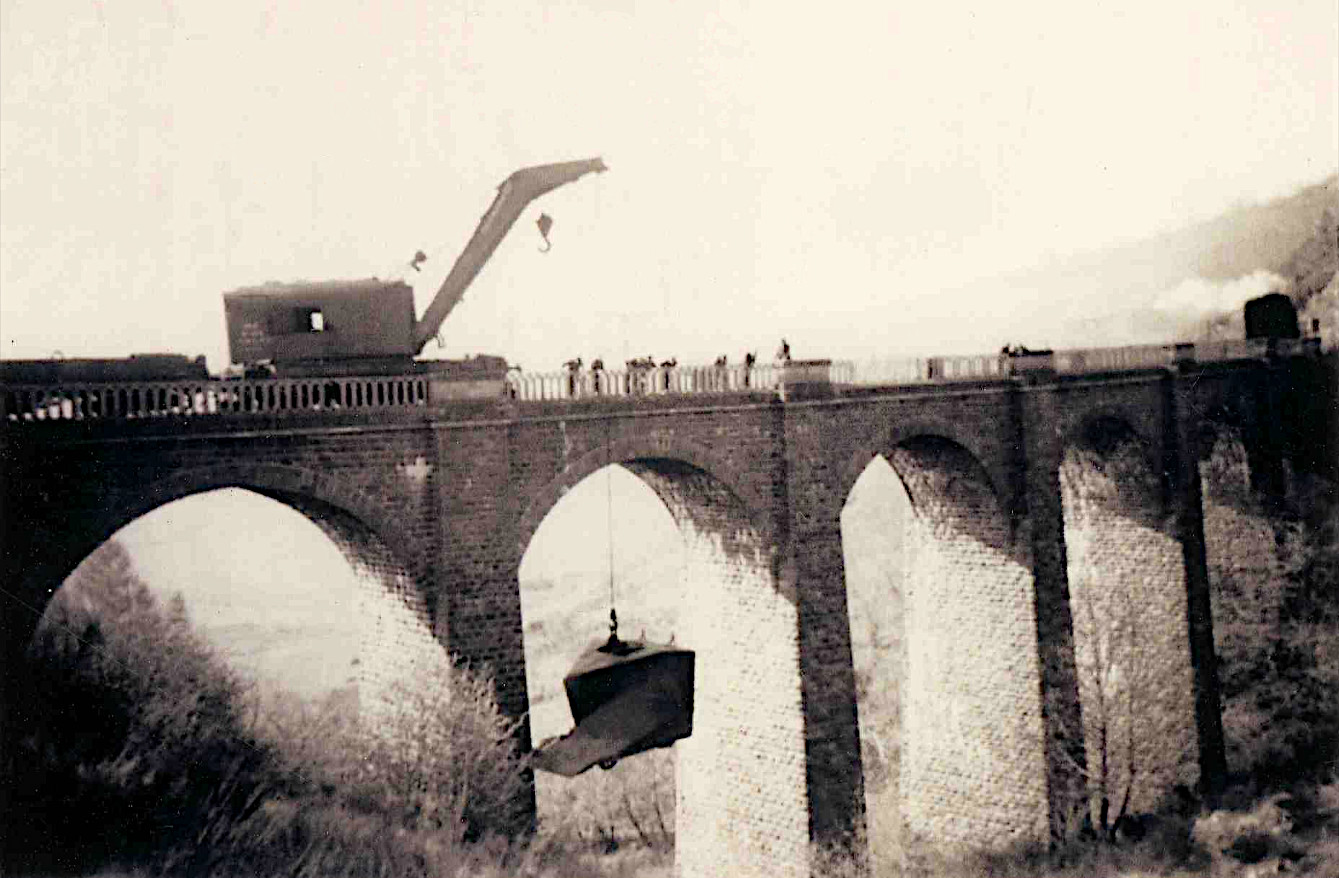
Vue du relevage du chasse-neige tombé du viaduc en 1952.
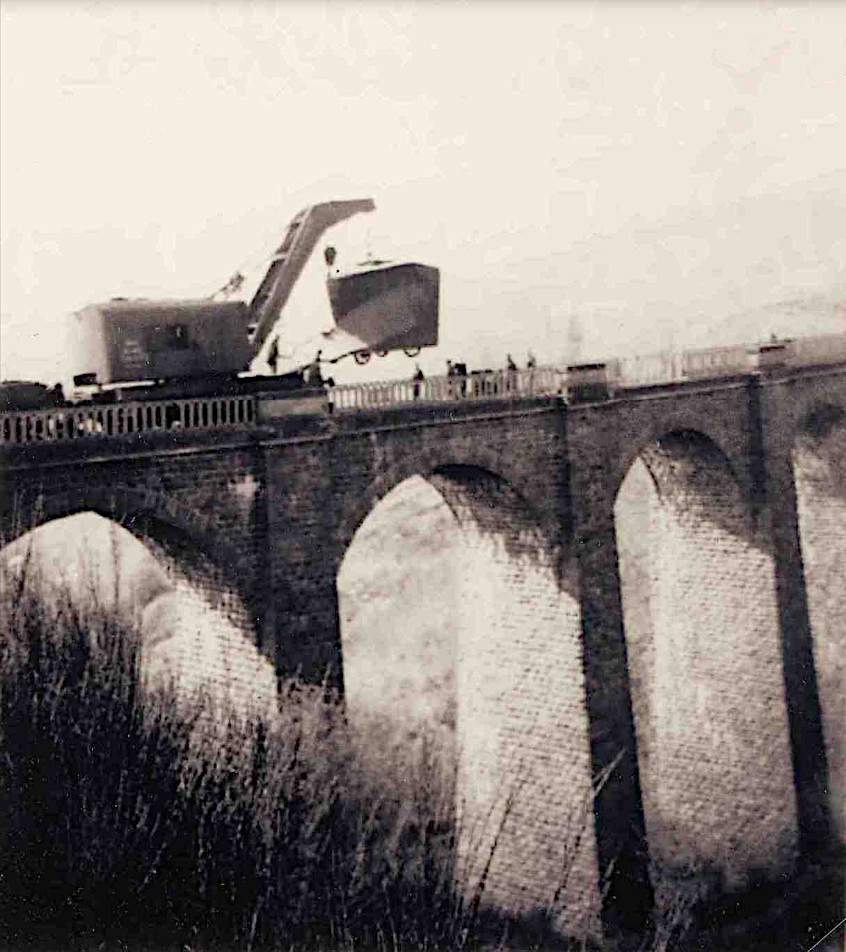
Vue du chasse-neige en pose sur la voie.
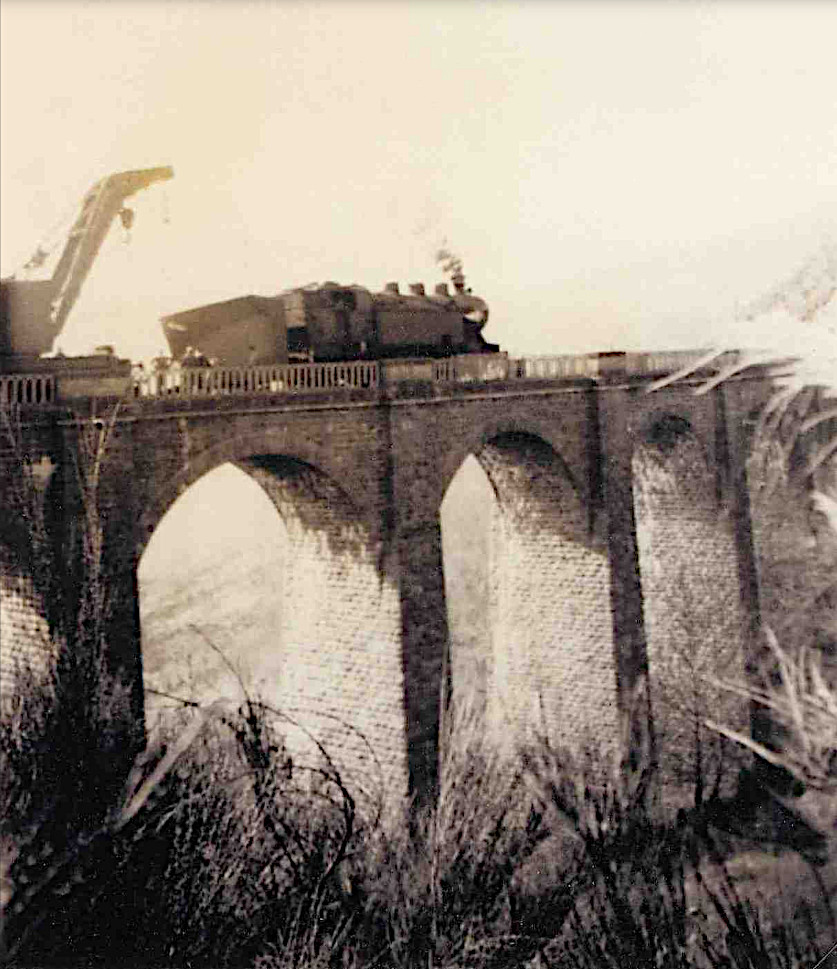
Vue de l'attelage du chasse-neige à la locomotive.